# Orlando Magic
Gli Orlando Magic sono una delle trenta squadre della NBA, il campionato di pallacanestro professionistico degli Stati Uniti d'America. Fondati nel 1989 come franchigia di espansione, hanno sede a Orlando nello Stato della Florida e sono una delle ultime franchigie ad essere entrate nella lega, anticipando di qualche anno gli ultimi ingressi di Toronto Raptors e Vancouver Grizzlies, avvenuti nel 1995. Al 2025, i Magic hanno raggiunto per 18 volte i playoff su un totale di 36 partecipazioni, esattamente la metà del totale, arrivando alle NBA Finals in due occasioni: nel 1995 e nel 2009, perdendo rispettivamente contro Houston Rockets e Los Angeles Lakers. Dal 2010 giocano le partite interne nel Kia Center, chiamato in passato Amway Center, mentre in precedenza erano ospitati alla Amway Arena. Proprietaria della franchigia è la famiglia DeVos, cofondatrice di Amway, che acquistò la squadra nel 1991.
I Magic sono affiliati alla squadra dei Lakeland Magic della NBA Development League e godono di un'intensa rivalità con i vicini Miami Heat, l'altra franchigia della Florida. I colori sociali sono l'azzurro e il bianco, mentre come logo, in rispetto al nome Magic, scelto in omaggio al parco di Walt Disney di Orlando, è usato un pallone da basket blu contornato da stelline.

## Storia

### Nascita della franchigia
Nel 1985 l'uomo d'affari di Orlando Jim Hewitt incontra il direttore generale dei Philadelphia 76ers Pat Williams in Texas, proponendogli la sua idea di portare una squadra NBA a Orlando. Incuriosito dal potenziale di una eventuale squadra con sede a Orlando, Williams lascia l'anno dopo i 76ers diventando il responsabile di un gruppo di investimento con l'obiettivo di creare la nuova franchigia. Il 19 giugno 1986 Hewitt e Williams annunciano in una conferenza stampa l'intenzione di creare un franchigia NBA con sede ad Orlando.
Hewitt e Williams organizzano nel frattempo un concorso sul quotidiano cittadino Orlando Sentinel per la proposta sul nome da assegnare alla franchigia. Su un totale di 4296 voci presentate, l'attenzione si sofferma sulle proposte Heat, Tropics, Juice e Magic, con quest'ultimo che si rivela la scelta vincente. Il 27 luglio 1986 viene ufficializzato il nome Magic come riferimento e omaggio alla più grande attrazione turistica e motore economico della zona, la 'magica' Walt Disney World. Nonostante in Florida ci fossero città maggiormente appetibili, soprattutto per numero di abitanti, adatte a ospitare una franchigia, come Miami, che da lì a poco avrebbe comunque avuto la sua squadra, o Tampa, considerando che Orlando era una realtà molto piccola senza un grande aeroporto, Hewitt e Williams vanno comunque avanti per la loro strada, convinti della bontà del progetto. I due investitori riescono a inglobare nel progetto ulteriori imprenditori locali per dare basi finanziarie ancora più solide alla proposta e convincere l'amministrazione di Orlando ad avviare i lavori per la costruzione della nuova arena di gioco.
In un primo momento il commissioner Nba David Stern, apre alla possibilità di una franchigia in Florida ma il maggior interesse è verso la città di Miami. La proposta sportiva di Orlando si dimostra però estremamente solida e seria, al punto da convincere lo stesso Stern di allargare la lega a ben due squadre della Florida, a cui da lì a breve ne sarebbero giunte altre due dal resto del paese, i Minnesota Timberwolves e gli Charlotte Hornets. Per non introdurre quattro squadre nello stesso anno, considerate troppe in una sola volta, la Nba decide di cominciare nel 1988 con Heat e Hornets, seguiti nel 1989 proprio dai Magic e infine dai Timberwolves.

### I primi anni
Come primo allenatore viene scelto Matt Guokas, già giocatore Nba tra il 1966 e il 1976 , che aiuta i Magic a selezionare 12 giocatori al draft. Nel draft di espansione del 1989 vengono scelti buoni giocatori quali Reggie Theus, Scott Skiles, Terry Catledge, Sam Vincent, Otis Smith, e Jerry Reynolds; mentre la prima scelta assoluta è la guardia Nick Anderson con il numero 11. L'esordio avviene il 4 novembre 1989 con una sconfitta contro i New Jersey Nets per 111-106; la prima vittoria è invece due giorni dopo, quando i Magic riescono a battere i New York Knicks per 118-110. La prima stagione si conclude con un bilancio di 18 vittorie e 64 sconfitte, ma quello che più conta è aver raggiunto il cuore dei propri tifosi con una media di ben 15600 spettatori a partita. L'anno seguente la scelta al Draft di Dennis Scott contribuisce a migliorare il record di vittorie portandolo a 31 e a piazzare in quintetto un'ala piccola con un micidiale tiro dai tre punti.
Il 19 settembre 1991 la famiglia DeVos, fondatrice di Amway, acquista la franchigia per 85 milioni di dollari e il patriarca della famiglia, Richard DeVos ne diventa il proprietario. La stagione 1991-1992 è deludente per i Magic dato che vari giocatori saltano le partite per infortunio. Con una carenza di giocatori sani la squadra ottiene un brutto record di 21–61, riuscendo comunque a fare il tutto esaurito nelle 41 partite casalinghe della regular season.

### O'Neal-Hardaway e le prime Nba Finals

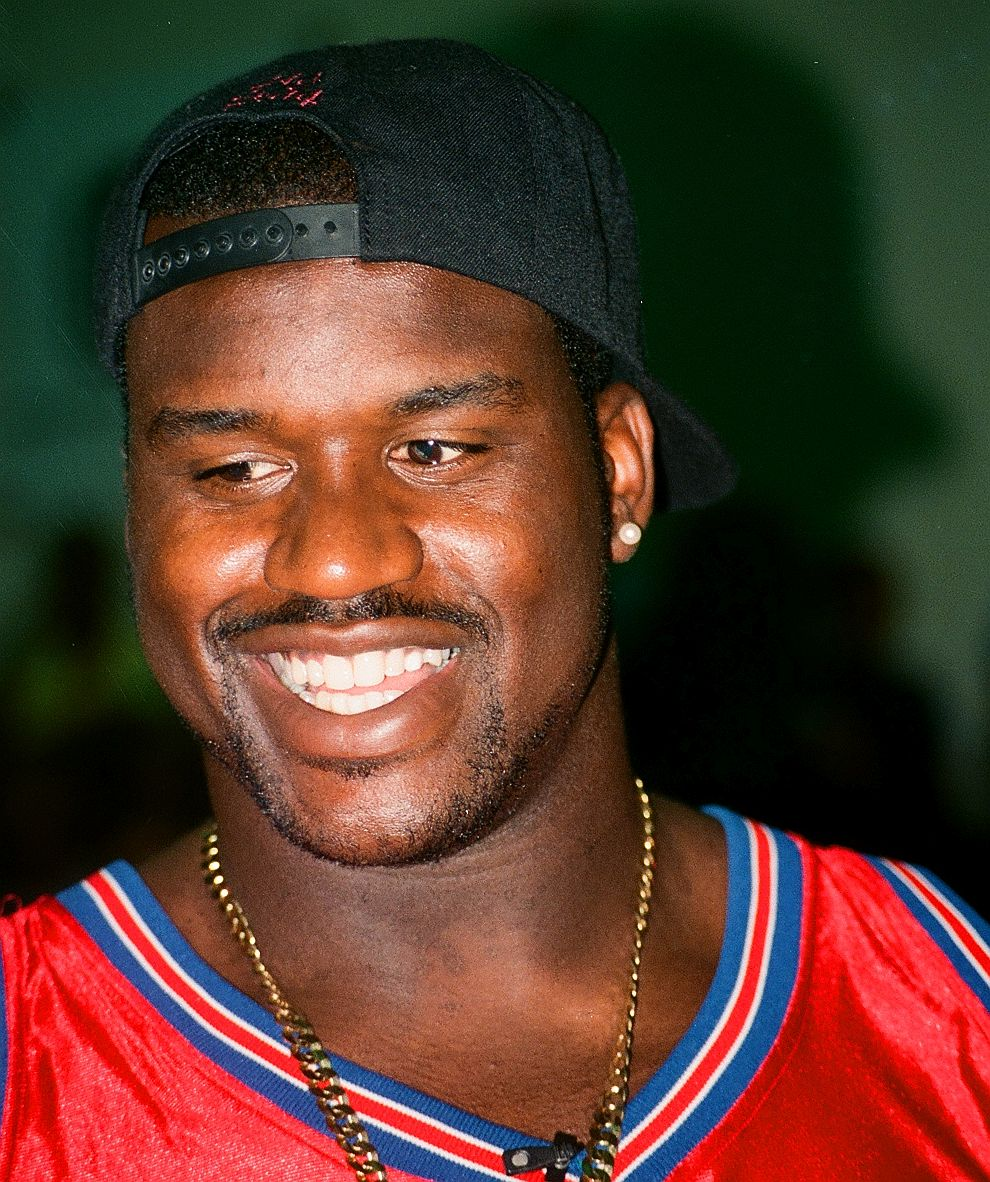
Shaquille O'Neal

Il brutto record della stagione 1991-92 attribuisce agli Orlando Magic il diritto di scegliere per primi ai Draft del 1992, che segna una svolta epocale per la giovane franchigia. Infatti col numero uno viene scelto il gigantesco centro Shaquille O'Neal, dalla Louisiana State University.
Con l'esordio nella stagione 1992-93, Shaquille vincitore del NBA Rookie of the Year, porta Orlando a essere una squadra temibile nel panorama NBA dei primi anni novanta, dominati dai Bulls del primo three-peat. Anche con O'Neal però i Magic non raggiungono i play-off e a fine anno l'urna contenente le palline del draft sono ancora benevole verso Orlando: la prima scelta al draft tocca infatti ancora ai Magic, che chiamano Chris Webber con il numero uno. Pochi minuti dopo averlo selezionato, però, gli Orlando Magic decidono di scambiarlo con Anfernee Hardaway, selezionato dai Golden State Warriors con il numero tre.
La mossa di scegliere un giocatore e immediatamente scambiarlo con un altro potrebbe apparire come un controsenso, ma è in realtà molto usuale nell'NBA: le squadre generalmente tendono a selezionare il miglior giocatore disponibile in senso assoluto, senza considerare le esigenze della squadra. Avendo già un giocatore d'area come O'Neal, i Magic preferiscono dunque affiancargli un playmaker che potesse innescarlo piuttosto che un altro realizzatore interno come Webber. La scelta si rivela azzeccata e Hardaway formerà subito un'affiatata coppia con O'Neal.
I risultati della squadra creata iniziano a dare i suoi frutti e, nella stagione 1993-94, i Magic si qualificano per la prima volta ai playoff della loro giovane storia, venendo eliminati al primo turno dagli Indiana Pacers. Il processo di crescita prosegue nella stagione 1994-95 con i Magic che chiudono con un record di 57-25 la regular season e Shaquille O'Neal miglior top scorer stagionale. Al primo turno eliminano velocemente i Boston Celtics, nelle semifinali i Chicago Bulls del rientrante Michael Jordan, vincendo poi anche la finale di Conference contro gli Indiana Pacers. I Magic ottengono così il loro primo titolo di campioni della Eastern Conference dopo soli sei anni dal loro esordio nella lega, diventando la seconda squadra più precoce a raggiungere le finali dietro ai Milwaukee Bucks. Alle prime storiche NBA Finals della loro brevissima storia, nonostante fossero favoriti e avendo un quintetto stellare composto da Anfernee Hardaway, Nick Anderson, Dennis Scott, Horace Grant e Shaquille O'Neal, perdono nettamente 4-0 contro i campioni in carica degli Houston Rockets guidati da Hakeem Olajuwon e Clyde Drexler.
 Orlando Magic -  Houston Rockets 118-120 OT

 Orlando Magic -  Houston Rockets 106-117

 Houston Rockets -  Orlando Magic 106-103

 Houston Rockets -  Orlando Magic 113-101
Nella stagione 1995-96 i Magic ottengono il loro miglior record di franchigia facendo segnare un ottimo 60-22. Nei playoff sconfiggono i Detroit Pistons e gli Atlanta Hawks ma vengono battuti nella finale di Conference dai Chicago Bulls.
Nel 1996 Shaquille O'Neal viene ceduto ai Los Angeles Lakers tra la delusione della tifoseria orlandina, interrompendo di fatto la possibilità di creare una dinastia negli anni a venire e costringendo i Magic ad un periodo di transizione nelle stagioni a venire, con qualche qualificazione ai playoff alternata a eliminazioni in regular season. Il coach della finals, Bob Hill, viene sostituito prima da Chuck Daly e poi da Doc Rivers e per i Magic di fine anni novanta, nonostante giocatori come Anfernee Hardaway, Darrell Armstrong, Derek Harper, Dominique Wilkins e Ben Wallace, la squadra non riesce mai a disputare stagioni di alto livello.

### L'era Tracy McGrady
Nel 2000 con l'acquisizione di Tracy McGrady dai Toronto Raptors e di Grant Hill dai Detroit Pistons, oltre ad aver sfiorato l'ingaggio del lungo Tim Duncan dai San Antonio Spurs, a lungo rimpianto dalla tifoseria consapevole che con quei tre giocatori per Orlando sarebbe potuta iniziare una dinastia, per i Magic si riaprono in ogni caso prospettive interessanti di crescita. McGrady prende infatti subito in mano le redini della squadra, affermando e accrescendo la sua reputazione di talento puro e giocatore fenomenale, dotato di grande atletismo e capacità realizzative. Grazie all'apporto di T-Mac, così come soprannominato dai suoi tifosi, di Grant Hill, e di alcuni giovani promettenti come Drew Gooden, Matt Harpring e Mike Miller, e di veterani come John Amaechi, Chris Gatling, Patrick Ewing e Shawn Kemp, i Magic dei primi anni duemila, guidati in panchina da Doc Rivers, riprendono ad affacciarsi regolarmente ai playoff ad est. Per tre stagioni consecutive la franchigia disputa delle ottime regular season, con percentuali di vittoria sempre oltre il 50 per cento, venendo però sempre eliminata al primo turno dei playoff, rispettivamente per mano di Milwaukee Bucks, Charlotte Hornets e Detroit Pistons. La stagione 2003-04 si rivela invece un totale fallimento, con un passivo di 21-61 che costringe la dirigenza ad allontanare coach Rivers e mettere in atto, dalla stagione seguente, una nuova rifondazione, sacrificando proprio la sua stella più luminosa, Tracy McGrady. Il quadriennio 2000-2004 si chiude perciò con tanti rimpianti per i Magic, accompagnati dalla sensazione che nonostante il roster fosse competitivo, mancasse in realtà qualcosa per il salto di qualità definitivo.

### L'era Dwight Howard e le seconde Nba Finals
Nel 2004 ceduto McGrady agli Houston Rockets, arriva ad Orlando come contropartita la guardia Steve Francis e il diritto alla prima scelta nel Draft 2004, dove vengono selezionati il centro Dwight Howard con la prima chiamata e il playmaker Jameer Nelson col numero 15. Su questa nuova coppia giovane, curiosamente proprio come la coppia Hardaway-O'Neal composta da un play e un centro, la dirigenza Magic avrebbe ricostruito il roster in cerca di una nuova competitività.

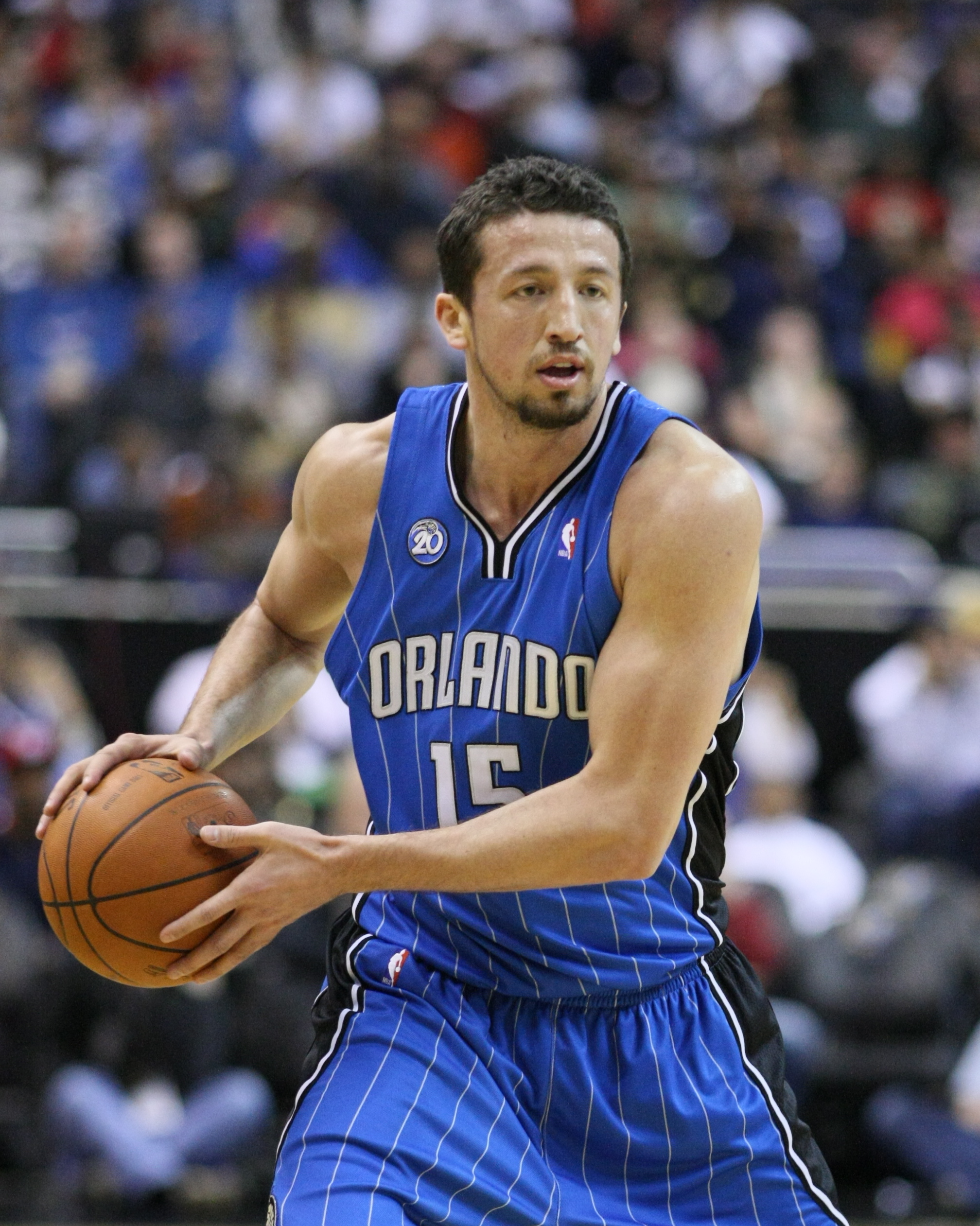
Hidayet Türkoğlu, protagonista nella cavalcata alle Finals 2009

Nelle due stagioni seguenti la franchigia, ancora alle prese con la crescita sul parquet di Howard e Nelson e degli altri giocatori della squadra, non riesce ad accedere ai playoff, facendo comunque intravedere alcune buone trame di gioco che negli anni a venire avrebbero portato a risultati migliori. Nella stagione 2006-07 Howard esplode diventando uno dei centri più forti dell'intera lega, e trascinando i Magic a un eccezionale avvio di stagione. L'entusiasmante corsa termina però al primo turno playoff contro i più esperti Detroit Pistons.
Nel 2007 viene nominato coach Stan Van Gundy e con la sua guida i risultati migliorano ulteriormente. Nella stagione 2007-08 oltre al solito Howard, sono decisive le prestazioni del turco Hidayet Türkoğlu e del nuovo arrivato Rashard Lewis. Al primo turno dei playoff la squadra elimina i Toronto Raptors per poi arrendersi ancora ai Pistons. Howard quella stagione vince il primo dei tre premi consecutivi come NBA Defensive Player of the Year.

La stagione 2008-09 parte bene come le precedenti e il cammino nei playoff è trionfale. Al primo turno dei playoff i Magic sconfiggono i Philadelphia 76ers e nel turno successivo i campioni in carica dei Boston Celtics. Nelle finali della Eastern Conference i Magic si trovano di fronte i Cleveland Cavaliers di Lebron James e, contro tutti i pronostici, vincono la serie. I Los Angeles Lakers di Kobe Bryant nelle NBA Finals 2009 si dimostrano però in grande forma e vincono la serie 4-1. 

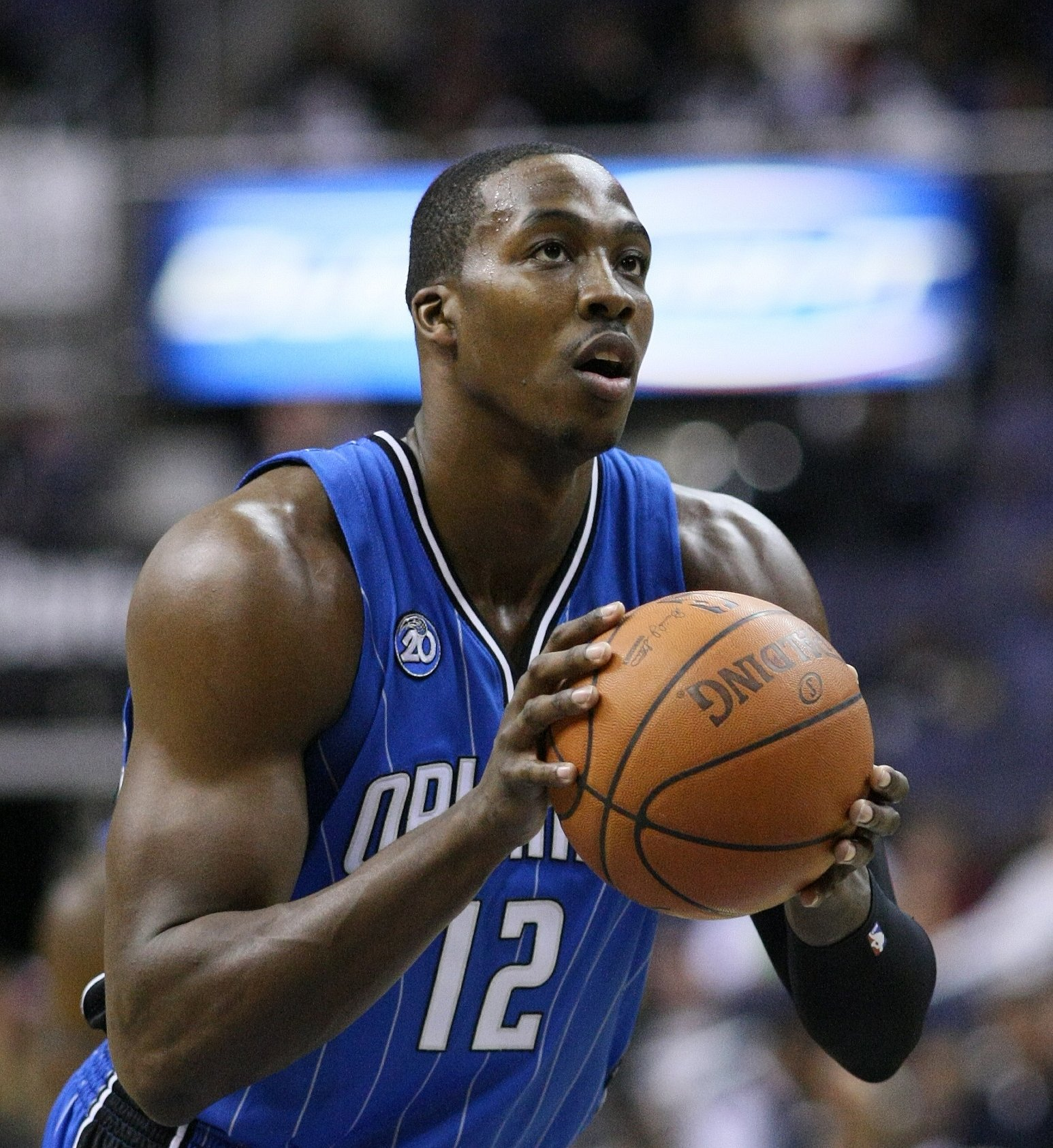
Dwight Howard

 L.A. Lakers -  Orlando Magic 100-75

 L.A. Lakers -  Orlando Magic 101-96

 Orlando Magic -  L.A. Lakers 108-104

 Orlando Magic -  L.A. Lakers 91-99

 Orlando Magic -  L.A. Lakers 86-99
Nella stagione 2009-10 a un roster già collaudato arriva il veterano Vince Carter. Nei playoff Orlando elimina prima gli Charlotte Bobcats e poi gli Atlanta Hawks, venendo sconfitta nelle finali di Conference dai Boston Celtics. La stagione 2010-11, in cui i Magic si trasferiscono nel nuovo Amway Center, registra un passo indietro nei risultati con l'eliminazione al primo turno a vantaggio degli Atlanta Hawks. Stesso copione nel 2011-12 in una stagione caratterizzata dalla situazione contrattuale di Howard in scadenza a fine anno. Howard decide di estendere il contratto per un'altra stagione ma ad aprile Van Gundy rivela che il centro ha chiesto il suo licenziamento. La squadra conclude al primo turno playoff contro gli Indiana Pacers e la dirigenza, complice la partenza di Howard, opta per una nuova ricostruzione.

### La partenza di Howard e la ricostruzione
In vista della stagione 2012-13 Dwight Howard viene ceduto ai Los Angeles Lakers e ai Magic arrivano Arron Afflalo, Al Harrington, Tobias Harris, Beno Udrih e Nikola Vučević e come allenatore Jacque Vaughn. I Magic chiudono la stagione con un bilancio di 20-62, il peggiore della stagione.

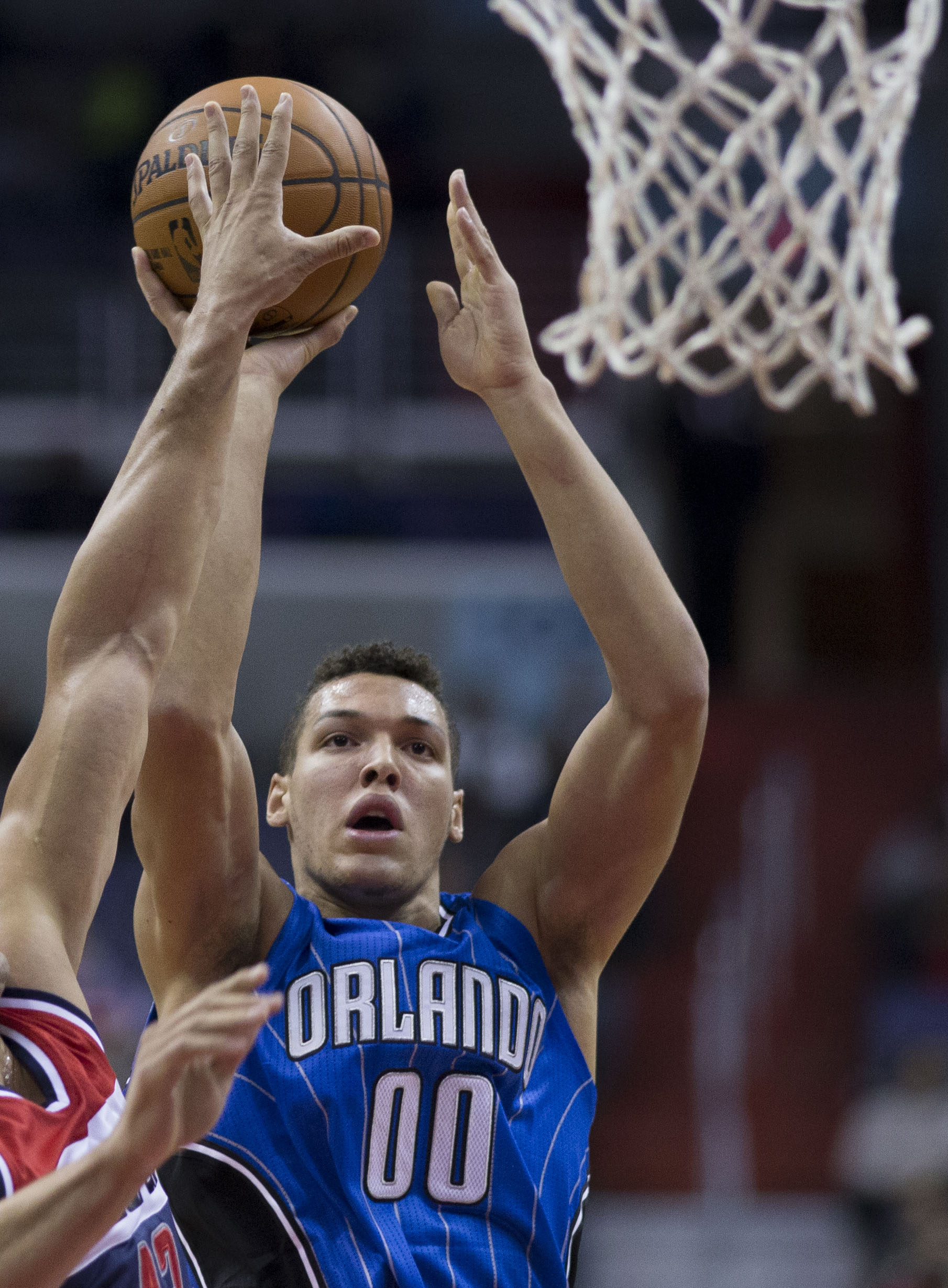
Aaron Gordon

Nelle stagioni successive i Magic vedono avvicendarsi in panchina prima Scott Skiles e dopo Frank Vogel, con i quali iniziano a ricostruire con un nucleo di giovani come Victor Oladipo, Elfrid Payton, Mario Hezonja, Bismack Biyombo e Aaron Gordon, e veterani come Ben Gordon, Serge Ibaka, Channing Frye, Evan Fournier e D.J. Augustin. Il processo di ricostruzione però è lento e stenta a ripartire perché alcuni innesti si rivelano dei flop, mentre alcuni giovani non rispecchiano le aspettative. Al termine della stagione 2016-17 viene ufficializzato il licenziamento del GM Rob Hennigan, sotto la cui gestione Orlando registra il record negativo di 132-278: la peggior striscia mai registrata in un lustro nella storia della franchigia. La stagione 2017-18 si rivela ancora tribolata per Orlando e anche coach Vogel viene licenziato. Al suo posto viene assunto Steve Clifford, proveniente da Charlotte.
Al draft 2018 i Magic selezionano Mohamed Bamba e ripartono da uno zoccolo duro composto da Augustin, Fournier, Isaac, Gordon e Vučević. Nel 2018-19, dopo un'iniziale partenza in sordina, si qualificano matematicamente per i playoff dopo una lunga attesa durata sei stagioni. Al primo turno Orlando viene però eliminata dai Toronto Raptors. La stagione 2019-20 è condizionata dalla Pandemia di COVID-19 e dopo quattro mesi di stop viene trovato l'accordo per ripartire con il campionato in totale isolamento nella "Bolla di Orlando". I Magic si qualificano ai play-off per il secondo anno di fila e anche questa volta sono eliminati al primo turno, per opera dei Milwaukee Bucks.
Al draft 2020 i Magic selezionano la promettente guardia Cole Anthony, andando ad aggiungere un nuovo prospetto a quelli già presenti in rosa. La stagione parte sotto i migliori auspici ma la squadra viene falcidiata da una serie di infortuni che condizionano il campionato. Il 26 marzo 2021, durante l'ultimo giorno di trasferimenti, la dirigenza decide di azzerare tutto il processo e ripartire con l'ennesimo nuovo progetto di ricostruzione. A poche ore dalla scadenza, vengono ceduti in vari scambi le colonne Vucevic, Fournier e Gordon. La partenza dei giocatori più rappresentativi degli ultimi anni della franchigia va di fatto a chiudere un ciclo poco fortunato che termina con la seconda stagione consecutiva in regular season.

### Inizia l'era di Banchero e Franz Wagner
Al Draft 2022 i Magic dato lo score negativo, hanno modo di pescare la prima scelta assoluta e selezionano l'italo americano Paolo Banchero, che si va ad aggiungere ad una buona squadra in prospettiva con giocatori come Franz Wagner, Jalen Suggs, Cole Anthony e Jonathan Isaac. Nella stagione 22/23, nonostante il record negativo e il mancato accesso ai playoff, Paolo Banchero vince il premio Rookie of the year confermandosi il perno sulla quale costruire una squadra competitiva. Dopo quattro anni di attesa, nel 2023-24 i Magic di coach Jamahl Mosley tornano ad affacciarsi ai playoff, venendo però eliminati subito al primo turno dai Cleveland Cavaliers. Il copione si ripete la stagione seguente, con un'uscita al primo turno contro i favoriti Boston Celtics.

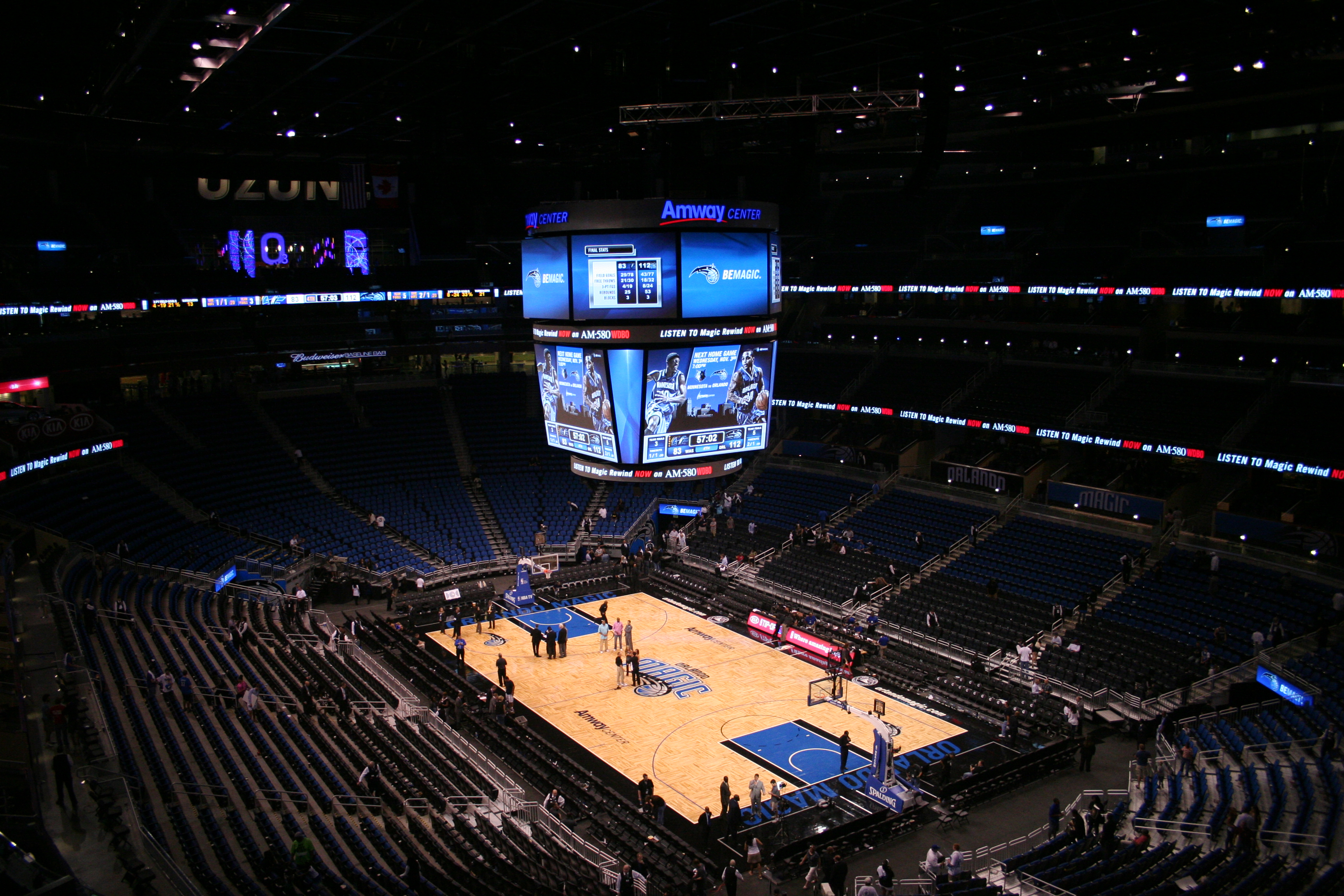
Il nuovo Amway Center/Kia Center

## Arene di gioco
- Orlando Arena/TD Waterhouse Centre/Amway Arena (1989-2010)
- Amway Center/Kia Center (2010-)

## Record stagione per stagione
| Campione NBA | Campione di Conference | Campione di Division |

| STAGIONE              | V    | S    | %    | P  | PLAYOFF | RISULTATI                                                                                   |
| --------------------- | ---- | ---- | ---- | -- | --- | ------------------------------------------------------------------------------------------- |
| Orlando Magic         |      |      |      |    | |                                                                                             |
| 1989-1990             | 18   | 64   | 22,0 | 7° | - | -                                                                                           |
| 1990-1991             | 31   | 51   | 37,8 | 4° | - | -                                                                                           |
| 1991-1992             | 21   | 61   | 46,3 | 7° | - | -                                                                                           |
| 1992-1993             | 41   | 41   | 50,0 | 4° | - | -                                                                                           |
| 1993-1994             | 50   | 32   | 61,0 | 2° | Perdono il Primo Round                                                                                     | Indiana 3, Orlando 0                                                                        |
| 1994-1995             | 57   | 25   | 69,5 | 1° | Vincono il Primo Round Vincono le Conference Semifinals Vincono le Conference Finals Perdono le NBA Finals | Orlando 3, Boston 1 Orlando 4, Chicago 2 Orlando 4, Indiana 3 Houston 4, Orlando 0          |
| 1995-1996             | 60   | 22   | 73,2 | 1° | Vincono il Primo Round Vincono le Conference Semifinals Perdono le Conference Finals                       | Orlando 3, Detroit 0 Orlando 4, Atlanta 1 Chicago 4, Orlando 0                              |
| 1996-1997             | 45   | 37   | 54,9 | 3° | Perdono il Primo Round                                                                                     | Miami 3, Orlando 2                                                                          |
| 1997-1998             | 41   | 41   | 50,0 | 5° | - | -                                                                                           |
| 1998-1999             | 33   | 17   | 66,0 | 2° | Perdono il Primo Round                                                                                     | Philadelphia 3, Orlando 1                                                                   |
| 1999-2000             | 41   | 41   | 50,0 | 4° | - | -                                                                                           |
| 2000-2001             | 43   | 39   | 52,4 | 4° | Perdono il Primo Round                                                                                     | Milwaukee 3, Orlando 1                                                                      |
| 2001-2002             | 44   | 38   | 53,7 | 3° | Perdono il Primo Round                                                                                     | Charlotte 3, Orlando 1                                                                      |
| 2002-2003             | 42   | 40   | 51,2 | 4° | Perdono il Primo Round                                                                                     | Detroit 4, Orlando 3                                                                        |
| 2003-2004             | 21   | 61   | 25,6 | 7° | - | -                                                                                           |
| 2004-2005             | 36   | 46   | 43,9 | 3° | - | -                                                                                           |
| 2005-2006             | 36   | 46   | 43,9 | 3° | - | -                                                                                           |
| 2006-2007             | 40   | 42   | 48,8 | 3° | Perdono il Primo Round                                                                                     | Detroit 4, Orlando 0                                                                        |
| 2007-2008             | 52   | 30   | 63,4 | 1° | Vincono il Primo Round Perdono le Conference Semifinals                                                    | Orlando 4, Toronto 1 Detroit 4, Orlando 1                                                   |
| 2008-2009             | 59   | 23   | 72,0 | 1° | Vincono il Primo Round Vincono le Conference Semifinals Vincono le Conference Finals Perdono le NBA Finals | Orlando 4, Philadelphia 2 Orlando 4, Boston 3 Orlando 4, Cleveland 2 LA Lakers 4, Orlando 1 |
| 2009-2010             | 59   | 23   | 72,0 | 1° | Vincono il Primo Round Vincono le Conference Semifinals Perdono le Conference Finals                       | Orlando 4, Charlotte 0 Orlando 4, Atlanta 0 Boston 4, Orlando 2                             |
| 2010-2011             | 52   | 30   | 63,4 | 2° | Perdono il Primo Round                                                                                     | Atlanta 4, Orlando 2                                                                        |
| 2011-2012             | 37   | 29   | 56,1 | 3° | Perdono il Primo Round                                                                                     | Indiana 4, Orlando 1                                                                        |
| 2012-2013             | 20   | 62   | 24,4 | 5° | - | -                                                                                           |
| 2013-2014             | 23   | 59   | 28,0 | 5° | - | -                                                                                           |
| 2014-2015             | 25   | 57   | 30,5 | 5° | - | -                                                                                           |
| 2015-2016             | 35   | 47   | 42,7 | 5° | - | -                                                                                           |
| 2016-2017             | 29   | 53   | 35,4 | 5° | - | -                                                                                           |
| 2017-2018             | 25   | 57   | 30,4 | 4° | - | -                                                                                           |
| 2018-2019             | 42   | 40   | 51,2 | 1° | Perdono il Primo Round                                                                                     | Toronto 4, Orlando 1                                                                        |
| 2019-2020             | 33   | 40   | 45,2 | 2° | Perdono il Primo Round                                                                                     | Milwaukee 4, Orlando 1                                                                      |
| 2020-2021             | 21   | 51   | 29,2 | 5° | - | -                                                                                           |
| 2021-2022             | 22   | 60   | 26,8 | 5° | - | -                                                                                           |
| 2022-2023             | 34   | 48   | 41,5 | 4° | - | -                                                                                           |
| 2023-2024             | 47   | 35   | 57,3 | 1° | Perdono il Primo Round                                                                                     | Cleveland 4, Orlando 3                                                                      |
| 2024-2025             | 41   | 41   | 50,0 | 1° | Vincono il Play-in Game 7-8 Perdono il Primo Round                                                         | Orlando 1, Atlanta Boston 4, Orlando 1                                                      |
| Totale Regular Season | 1356 | 1529 | 47,0 |    | |                                                                                             |
| Playoffs              | 63   | 82   | 44,5 |    | |                                                                                             |
| Totale                | 1419 | 1611 | 46,8 |    | |                                                                                             |

Statistiche aggiornate al 20 maggio 2025

## Squadra attuale
| \| Pos. \| Num. \| Naz. \| Nome \| Altezza \| Peso \| Data nascita \| Provenienza \| \| ----- \| ---- \| ---- \| ----------------- \| ------- \| ------ \| ------------ \| ---------------- \| \| G \| 0 \| \| Black, Anthony \| 201 cm \| 91 kg \| 20-01-2004 \| Arkansas \| \| AP/AG \| 1 \| \| Isaac, Jonathan \| 208 cm \| 95 kg \| 03-10-1997 \| Florida State \| \| G/AP \| 2 \| \| Houstan, Caleb \| 203 cm \| 93 kg \| 09-01-2003 \| Michigan \| \| G \| 3 \| \| Bane, Desmond \| 196 cm \| 98 kg \| 25-06-1998 \| Texas Christian \| \| P/G \| 4 \| \| Suggs, Jalen \| 196 cm \| 93 kg \| 03-06-2001 \| Gonzaga \| \| AG/C \| 5 \| \| Banchero, Paolo \| 208 cm \| 113 kg \| 12-11-2002 \| Duke \| \| P \| 8 \| \| McClung, Mac \| 188 cm \| 84 kg \| 06-01-1999 \| Texas Tech \| \| P/G \| 10 \| \| Joseph, Cory \| 190 cm \| 86 kg \| 20-08-1991 \| Texas \| \| P/G \| 11 \| \| Richardson, Jase \| 191 cm \| 84 kg \| 16-10-2005 \| Michigan State \| \| G \| 12 \| \| Queen, Trevelin \| 198 cm \| 86 kg \| 25-02-1997 \| New Mexico State \| \| AP \| 13 \| \| Howard, Jett \| 203 cm \| 98 kg \| 14-09-2003 \| Michigan \| \| G/AP \| 14 \| \| Harris, Gary \| 193 cm \| 95 kg \| 14-09-1994 \| Michigan State \| \| AG/C \| 21 \| \| Wagner, Moritz \| 211 cm \| 111 kg \| 26-04-1997 \| Michigan \| \| AP/AG \| 22 \| \| Wagner, Franz \| 208 cm \| 100 kg \| 27-08-2001 \| Michigan \| \| AG \| 23 \| \| da Silva, Tristan \| 206 cm \| 100 kg \| 15-05-2001 \| Colorado \| \| AG/C \| 34 \| \| Carter, Wendell \| 208 cm \| 117 kg \| 16-04-1999 \| Duke \| \| C \| 35 \| \| Bitadze, Goga \| 211 cm \| 114 kg \| 20-07-1999 \| Georgia \| \| G \| 55 \| \| Thompson, Ethan \| 196 cm \| 88 kg \| 04-05-1999 \| Oregon State \| \| AP/AG \| \| \| Penda, Noah \| 203 cm \| 110 kg \| 07-01-2005 \| Francia \| | Allenatore - Jamahl Mosley Assistente/i - Ameer Bahhur - Jeremiah Boswell - Bret Brielmaier - Lionel Chalmers - Dale Osbourne - Jesse Mermuys - Randy Gregory Legenda - (C) Capitano - (FA) Free agent - (S) Sospeso - (TW) Contratto Two-way - (GL) Assegnato a squadra G League affiliata - Infortunato Roster • Transazioni · Ultima transazione: 27 giugno 2025 |                        |                   |         |        |              |                  |
| Pos. | Num. | Naz.                   | Nome              | Altezza | Peso   | Data nascita | Provenienza      |
| G | 0 | Stati Uniti (bandiera) | Black, Anthony    | 201 cm  | 91 kg  | 20-01-2004   | Arkansas         |
| AP/AG | 1 | Stati Uniti (bandiera) | Isaac, Jonathan   | 208 cm  | 95 kg  | 03-10-1997   | Florida State    |
| G/AP | 2 | Canada (bandiera)      | Houstan, Caleb    | 203 cm  | 93 kg  | 09-01-2003   | Michigan         |
| G | 3 | Stati Uniti (bandiera) | Bane, Desmond     | 196 cm  | 98 kg  | 25-06-1998   | Texas Christian  |
| P/G | 4 | Stati Uniti (bandiera) | Suggs, Jalen      | 196 cm  | 93 kg  | 03-06-2001   | Gonzaga          |
| AG/C | 5 | Stati Uniti (bandiera) | Banchero, Paolo   | 208 cm  | 113 kg | 12-11-2002   | Duke             |
| P | 8 | Stati Uniti (bandiera) | McClung, Mac      | 188 cm  | 84 kg  | 06-01-1999   | Texas Tech       |
| P/G | 10 | Canada (bandiera)      | Joseph, Cory      | 190 cm  | 86 kg  | 20-08-1991   | Texas            |
| P/G | 11 | Stati Uniti (bandiera) | Richardson, Jase  | 191 cm  | 84 kg  | 16-10-2005   | Michigan State   |
| G | 12 | Stati Uniti (bandiera) | Queen, Trevelin   | 198 cm  | 86 kg  | 25-02-1997   | New Mexico State |
| AP | 13 | Stati Uniti (bandiera) | Howard, Jett      | 203 cm  | 98 kg  | 14-09-2003   | Michigan         |
| G/AP | 14 | Stati Uniti (bandiera) | Harris, Gary      | 193 cm  | 95 kg  | 14-09-1994   | Michigan State   |
| AG/C | 21 | Germania (bandiera)    | Wagner, Moritz    | 211 cm  | 111 kg | 26-04-1997   | Michigan         |
| AP/AG | 22 | Germania (bandiera)    | Wagner, Franz     | 208 cm  | 100 kg | 27-08-2001   | Michigan         |
| AG | 23 | Germania (bandiera)    | da Silva, Tristan | 206 cm  | 100 kg | 15-05-2001   | Colorado         |
| AG/C | 34 | Stati Uniti (bandiera) | Carter, Wendell   | 208 cm  | 117 kg | 16-04-1999   | Duke             |
| C | 35 | Georgia (bandiera)     | Bitadze, Goga     | 211 cm  | 114 kg | 20-07-1999   | Georgia          |
| G | 55 | Stati Uniti (bandiera) | Thompson, Ethan   | 196 cm  | 88 kg  | 04-05-1999   | Oregon State     |
| AP/AG | | Francia (bandiera)     | Penda, Noah       | 203 cm  | 110 kg | 07-01-2005   | Francia          |

## Giocatori

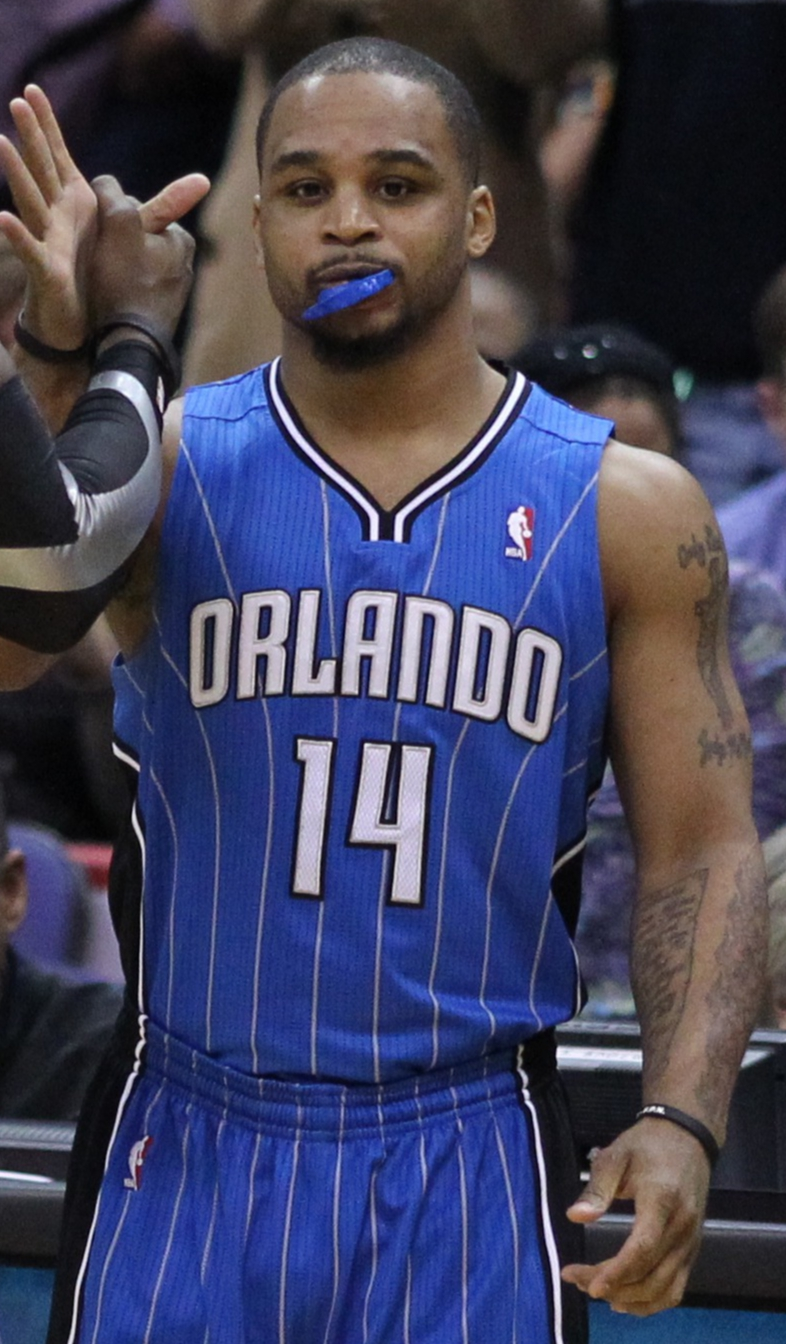
Jameer Nelson

### Membri della Basketball Hall of Fame
- Chuck Daly, Allenatore, 1997-1999
- Dominique Wilkins, AP, 1999
- Patrick Ewing, C, 2001-2002; Assistente allenatore, 2007-2012
- Shaquille O'Neal, C, 1992-1996
- Tracy McGrady, AP, 2000-2004

### Selezione dell'NBA All-Star Game
- Shaquille O'Neal – 1993, 1994, 1995, 1996
- Anfernee Hardaway – 1995, 1996, 1997, 1998
- Brian Hill – 1995
- Tracy McGrady – 2001, 2002, 2003, 2004
- Grant Hill – 2001, 2005
- Dwight Howard – 2007, 2008, 2009, 2010, 2011, 2012
- Rashard Lewis – 2009
- Jameer Nelson – 2009
- Stan Van Gundy – 2009
- Nikola Vučević – 2019, 2021
- Paolo Banchero - 2024

### Numeri ritirati
| Numeri ritirati Orlando Magic |                  |       |            |                  |
| Num.                          | Giocatore        | Ruolo | Stagione/i | Giorno ritiro    |
| 32                            | Shaquille O'Neal | C     | 1992–1996  | 13 febbraio 2024 |

- 6 - Ritirato in omaggio ai tifosi, considerati "il sesto uomo" della squadra (a Patrick Ewing nel suo anno di militanza in canotta Magic, nella stagione 2001-2002, fu consentito di indossare la maglia numero 6 nonostante fosse stata ritirata).
- 6 - L'NBA ha ritirato il numero 6 per tutte le squadre l'11 agosto 2022 in onore di Bill Russell.[3][4]

### Orlando Magic Hall of Fame
Nel 2014 la dirigenza degli Orlando Magic ha ufficialmente creato la "Orlando Magic Hall of Fame", pensata con l'obiettivo di omaggiare i giocatori più rappresentativi che sono diventati parte integrante della storia della franchigia. La hall of fame ricorda numero di canotta, nome del giocatore e periodo in cui ha militato nei Magic.
25 - Nick Anderson, 1989-1999
32 - Shaquille O'Neal,1992-1996
1 - Anfernee "Penny" Hardaway, 1993-1999
1 - Tracy McGrady, 2000-2004
10 - Darrell Armstrong, 1995-2003

## Allenatori
Statistiche aggiornate alla stagione 2023-2024
| Orlando Magic |                |           |     |     |     |      |    |    |    |      |                                    |  |
| 1             | Matt Guokas    | 1989–1993 | 328 | 111 | 217 | .338 | –  | –  | –  | –    |                                    |  |
| 2             | Brian Hill     | 1993–1997 | 295 | 191 | 104 | .647 | 36 | 18 | 18 | .500 |                                    |  |
| 3             | Richie Adubato | 1997      | 33  | 21  | 12  | .636 | 5  | 2  | 3  | .400 |                                    |  |
| 4             | Chuck Daly     | 1997–1999 | 132 | 74  | 58  | .561 | 4  | 1  | 3  | .250 |                                    |  |
| 5             | Doc Rivers     | 1999–2003 | 339 | 171 | 168 | .504 | 15 | 5  | 10 | .333 | 1999-2000 Allenatore dell'anno NBA |  |
| 6             | Johnny Davis   | 2003–2005 | 135 | 51  | 84  | .378 | –  | –  | –  | –    |                                    |  |
| 7             | Chris Jent     | 2005      | 18  | 5   | 13  | .278 | –  | –  | –  | –    |                                    |  |
| –             | Brian Hill     | 2005–2007 | 164 | 76  | 88  | .463 | 4  | 0  | 4  | .000 |                                    |  |
| 8             | Stan Van Gundy | 2007–2012 | 246 | 170 | 76  | .691 | 37 | 21 | 16 | .568 |                                    |  |
| 9             | Jacque Vaughn  | 2012–2015 | 216 | 58  | 158 | .269 | –  | –  | –  | –    |                                    |  |
| 10            | James Borrego  | 2015      | 30  | 10  | 20  | .333 | –  | –  | –  | –    |                                    |  |
| 11            | Scott Skiles   | 2015–2016 | 82  | 35  | 47  | .427 | –  | –  | –  | –    |                                    |  |
| 12            | Frank Vogel    | 2016–2018 | 164 | 54  | 110 | .329 | –  | –  | –  | –    |                                    |  |
| 13            | Steve Clifford | 2018–2021 | 227 | 96  | 131 | .423 | 10 | 2  | 8  | .200 |                                    |  |
| 14            | Jamahl Mosley  | 2021–     | 246 | 103 | 143 | .419 | 7  | 3  | 4  | .429 |                                    |  |

## Palmarès
| Palmarès Orlando Magic |        |                                                                                        |
|                        | Titoli | Anni                                                                                   |
| Titoli di Conference   | 2      | 1995, 2009                                                                             |
| Titoli di Division     | 8      | 1994-1995, 1995-1996, 2007-2008, 2008-2009, 2009-2010, 2018-2019, 2023-2024, 2024-2025 |

## Premi e riconoscimenti individuali
NBA Rookie of the Year Award
- Shaquille O'Neal – 1993
- Mike Miller – 2001
- Paolo Banchero – 2023

NBA Sixth Man of the Year Award
- Darrell Armstrong – 1999

NBA Most Improved Player Award (record condiviso con gli Indiana Pacers)
- Scott Skiles – 1991
- Darrell Armstrong – 1999
- Tracy McGrady – 2001
- Hidayet Türkoğlu – 2008
- Ryan Anderson - 2012

NBA Defensive Player of the Year Award
- Dwight Howard – 2009, 2010, 2011

NBA Coach of the Year Award
- Doc Rivers – 2000

NBA Executive of the Year Award
- John Gabriel – 2000

NBA top scorer
- Shaquille O'Neal - 1995
- Tracy McGrady - 2003, 2004

NBA All-Star Game
- Shaquille O'Neal – 1993, 1994, 1995, 1996
- Penny Hardaway – 1995, 1996, 1997, 1998
- Tracy McGrady – 2001, 2002, 2003, 2004
- Grant Hill – 2001, 2005
- Dwight Howard – 2007, 2008, 2009, 2010, 2011, 2012
- Rashard Lewis – 2009
- Jameer Nelson – 2009
- Nikola Vučević – 2019, 2021
- Paolo Banchero – 2024

NBA All-Star head coaches
- Brian Hill – 1995
- Stan Van Gundy – 2010

All-NBA First Team
- Anfernee Hardaway – 1995, 1996
- Tracy McGrady – 2002, 2003
- Dwight Howard – 2008, 2009, 2010, 2011, 2012

All-NBA Second Team
- Shaquille O'Neal – 1995
- Tracy McGrady – 2001, 2004

All-NBA Third Team
- Shaquille O'Neal – 1994, 1996
- Anfernee Hardaway – 1997
- Dwight Howard – 2007

NBA All-Defensive First Team
- Dwight Howard - 2009, 2010, 2011, 2012

NBA All-Defensive Second Team
- Horace Grant – 1995, 1996
- Dwight Howard - 2008
- Jalen Suggs - 2024

NBA Rookie First Team
- Dennis Scott – 1991
- Shaquille O'Neal – 1993
- Anfernee Hardaway – 1994
- Matt Harpring – 1999
- Mike Miller – 2001
- Drew Gooden – 2003
- Dwight Howard – 2005
- Victor Oladipo - 2014
- Elfrid Payton - 2015
- Franz Wagner - 2022
- Paolo Banchero - 2023

NBA Rookie Second Team
- Stanley Roberts – 1992
- Michael Doleac – 1999
- Chucky Atkins – 2000
- Gordan Giriček – 2003
- Jameer Nelson – 2005

NBA Slam Dunk Contest
- Dwight Howard - 2008
- Mac McClung - 2025

NBA Sportsmanship Award
- Grant Hill - 2005

## Leader di franchigia
Carriera
- Partite: Nick Anderson (692)
- Partite consecutive: Dwight Howard (351)
- Minuti: Dwight Howard (22,471)
- Canestri: Dwight Howard (11.435)
- Canestri tentati: Nick Anderson (8,976)
- Canestri da 3 punti: Dennis Scott (981)
- Canestri da 3 punti tentati: Nick Anderson (2,480)
- Tiri liberi: Dwight Howard (3,366)
- Tiri liberi tentati: Dwight Howard (5,727)
- Punti: Dwight Howard (11,435)
- Rimbalzi: Dwight Howard (8,072)
- Assist: Jameer Nelson (3,501)
- Recuperate: Nick Anderson (1,004)
- Stoppate: Dwight Howard (1,344)
- Falli: Dwight Howard (2,002)

Media a partita
- Punti: Tracy McGrady (28.1)
- Rimbalzi: Dwight Howard (13.0)
- Assist: Scott Skiles (7.2)
- Recuperate: Penny Hardaway (1.9)
- Stoppate: Shaquille O'Neal (2.8)

Partita singola
- Punti: Tracy McGrady (62)
- Tiri liberi: Dwight Howard (21)
- Tiri liberi tentati: Dwight Howard (39)
- Punti play-off: Dwight Howard e Tracy McGrady (46)
- Assist: Scott Skiles (30)
- Rimbalzi: Nikola Vučević (29)